# プレミアムウォーターホールディングス
株式会社プレミアムウォーターホールディングス（英: Premium Water Holdings, Inc.）は、東京都渋谷区に本社を置く持株会社。プレミアムウォーター株式会社及び株式会社エフエルシーを傘下に置く。光通信の連結子会社。

## 沿革

### 株式会社ウォーターダイレクト（初代）
- 2006年（平成18年）10月13日 - 粟井英朗、リヴァンプの玉塚元一、レオスキャピタルの藤野英人、ベンチャーキャピタルのNTVPらが株式会社ウォーターダイレクト（初代）を設立。
- 2011年（平成23年）
  - ウォーターダイレクトが製造販売するCLYTIAが「モンドセレクション金賞」を初受賞。
  - 8月 - 富士吉田工場がISO9001の認証取得。
- 2013年（平成25年）3月15日 - 東京証券取引所マザーズ上場。
- 2014年（平成26年）4月16日 - 東京証券取引所第二部に市場変更。
- 2015年（平成27年）2月19日 - 株式公開買付けの結果、光通信の子会社となる。

### 株式会社プレミアムウォーターホールディングス
- 2016年（平成28年）7月1日 - 株式交換により、同じく光通信グループである株式会社エフエルシーを完全子会社化。会社分割により宅配水事業を2016年4月に新設した株式会社ウォーターダイレクト分割準備会社に承継し、純粋持株会社となり株式会社プレミアムウォーターホールディングスに商号変更。株式会社ウォーターダイレクト分割準備会社は株式会社ウォーターダイレクト（2代）に商号変更[2][3]。
- 2017年（平成29年）4月1日 - 子会社の株式会社ウォーターダイレクト（2代）がプレミアムウォーター株式会社（初代）ほか1社を吸収合併し、プレミアムウォーター株式会社（2代）に商号変更[4]。